# محمد جراغ
محمد عبد الرحيم جراغ، من مواليد 10 نوفمبر 1981، لاعب كرة قدم كويتي سابق.
وهو يلعب مع نادي العربي الكويتي، وقد أتته العديد من العروض من أندية قطرية ولكن تم رفضها من قبل مجلس إدارة النادي العربي، وفي موسم 2007/2008 تم إيقافه لمدة سنتين بسبب عدم انضباطه في التدريبات، ولكنه عاد بعد أن قدم اعتذار إلى إدارة النادي، صعد إلى الفريق الأول بالنادي العربي عام 1996/1997 وهو صاحب 16 عامً فقط، وفي نفس العام احرز العربي درع الدوري الكويتي مع المدرب «فوزي إبراهيم» الذي غامر باشراك الاعب في الشوط الثاني من المباراة ماقبل الختامية التي جمعت العربي بالسالمية صنع من خلالها تمريرة حاسمة للمحترف البرازيلي كلاوديو منديز سجل من خلالها هدف الفوز
وفي موسم 2009/2010 تم ايقافه بسبب عدم انضباطه باللعب والتدريبات، وعاد بعد أن انضبط مرة أخرى
وهو يلعب مع منتخب الكويت لكرة القدم سابقاً واستبعد لخلافات مع المدرب «غوران توفاريتش»
قال عنه المدرب الألماني «بيرتي فوغتس» عندما كان مدربا لمنتخب الكويت الوطني: أن باستطاعة محمد جراغ أن يلعب لأكبر الأندية في أوروبا.
كما قال عنه المدرب الكرواتي «رادان غاسانين» أجد فيه ملامح لاعب كرة القدم المحترف، من الصعب ان تجد لاعب مثله.

## كأس الخليج 2004
وقد سجل هدف في مرمى منتخب البحرين لكرة القدم.